# Tonnenberg, Käsbühl, Karkstein
Das Naturschutzgebiet Tonnenberg, Käsbühl, Karkstein liegt auf dem Gebiet der Städte Bopfingen und Lauchheim im Ostalbkreis in Baden-Württemberg.
Das Gebiet erstreckt sich nördlich von Aufhausen, einem Ortsteil von Bopfingen. Östlich verläuft die Landesstraße L 1070 und südlich die B 29.

## Bedeutung
Für Bopfingen und Lauchheim ist seit dem 21. April 1995 ein 173,4 ha großes Gebiet unter der Kenn-Nummer 1.209 als Naturschutzgebiet ausgewiesen. Es handelt sich um einen „vielfältigen, artenreichen Lebensraumkomplex mit Wald, Hecken, Säumen, Äckern, Wiesen, Kalkmagerrasen, Felsbändern und Feuchtgebieten.“ Es ist ein „typisches Relikt einer Kulturlandschaft.“